# Famille Joël
La famille Joël est une famille suisse, originaire de Cossonay et anciennement de Chevilly, dans le canton de Vaud.
Des familles Joël existent ou ont existé aussi en France, Allemagne, États-Unis, Australie.

## Patronyme
Selon toute vraisemblance le prénom comme le nom de famille Joël, écrit aussi parfois Jouel, Joye ou Joyet, vient de enjoué, joyeux. 

## Histoire
La famille est citée pour la première fois à Chevilly en 1558 : Loys Joël y habite et possède des terres qui lui viennent de son père.
Ses fils Humbert et Johan acquièrent la bourgeoisie de Cossonay le 22 septembre 1605.
Actuellement (2021), la famille est en train de s'éteindre : il reste au mieux quelques personnes possédant ce patronyme et cette commune d'origine .

## Personnalités
- Louis Joël, né le 25 juillet 1823 à Lausanne et mort le 30 novembre 1892 à Lausanne, est un architecte et une personnalité politique suisse, membre du Parti libéral suisse[3],[4].

- François Joël, né le 7 février 1821 à Lausanne et mort le 14 janvier 1893 à Lausanne, est un médecin suisse, frère du précédent. Il fut le premier  médecin des  écoles  de  la  ville  de  Lausanne, cofondateur de  l'Hospice de  l'enfance, chirurgien ; il  fut également vice-président  du  Conseil  de  santé  du  canton de  Vaud[5]  et  président  de  la  Société vaudoise  de  médecine[6]. Il fut aussi professeur de zoologie à l'Académie de Lausanne et Directeur du Musée de zoologie (1849-1851)[7].

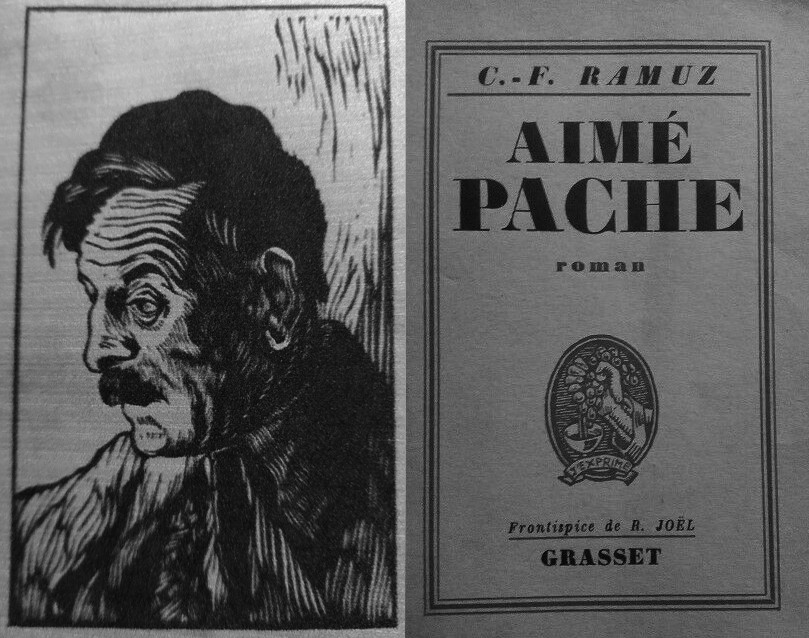
Frontispice du livre Aimé Pache de C.-F. Ramuz par Robert Joël

- Robert Joël, né en 1894 à LausanneFrontispice du livre Aimé Pache de C.-F. Ramuz par Robert Joël et mort en 1974 à Paris est un peintre, graveur et illustrateur suisse[8].